# Rete tranviaria di Torino
La rete tranviaria di Torino, gestita dall'azienda GTT, che la integra nel sistema di trasporto pubblico del capoluogo piemontese, è la più antica in Italia, risalendo le prime linee a trazione equina al 1871. La rete attuale si attesta a 88,5 km di percorso, con 167 km di binari attivi e un esercizio urbano di 8 linee ordinarie di tram più due linee speciali (7 e 9/).

## Storia

### Dalla nascita al 1948

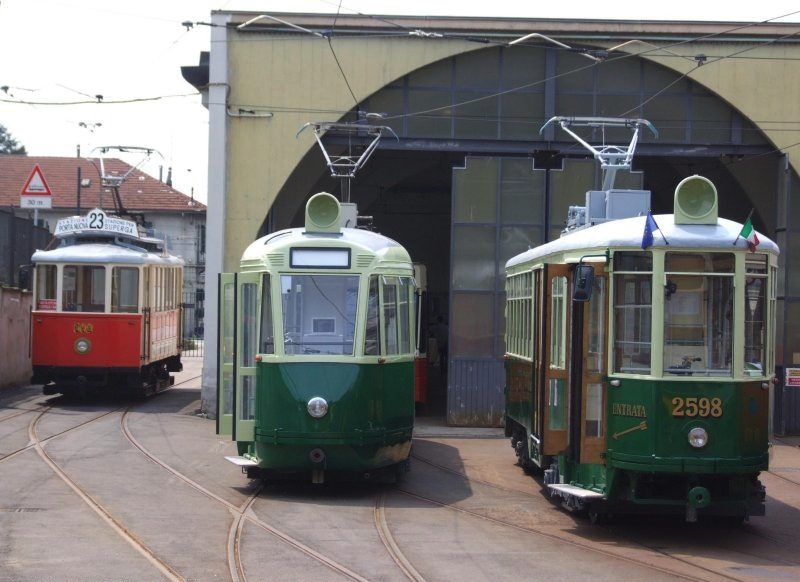
Alcuni tram storici conservati

Nel periodo risorgimentale già circolavano due linee di omnibus a cavalli (dal 1845), ma la prima concessione per mezzi trainati da quadrupedi circolanti su binari risale al 1871: la concessione venne data all'ing. Zaverio Avenati, a capo della SBT (Societè Belge-Turinoise de Tramways), società con capitale belga. In pochi anni la SBT portò a nove le linee circolanti.
Nel 1881 nacque un'altra società, la STT (Società Torinese di Tramways e ferrovie economiche), che si incaricò della gestione di ulteriori tre nuove linee. A partire dal 1895-96 si discusse della necessità di modernizzare la rete di tram a cavalli con l'elettrificazione dei veicoli. Due erano le correnti di pensiero: la prima vedeva negli accumulatori il sistema migliore per alimentare i tram, mentre la linea aerea era sostenuta da vari studiosi, tra cui Galileo Ferraris, che era al tempo anche consigliere comunale di Torino. Nel frattempo SBT e STT erano diventate un'unica società e il Comune di Torino voleva riportare il mercato in regime di concorrenza; colse così l'occasione dell'elettrificazione per assegnare nel 1897 (poche settimane dopo la morte di Galileo Ferraris) la terza concessione alla Società Anonima Elettricità Alta Italia (SAEAI), già distributore italiano della Siemens. La SAEAI si impegnava così a installare le prime linee di tram elettrici, alimentati dalla linea aerea di presa.
Dal 1901 furono introdotte fermate fisse lungo il percorso. Nel 1907 l'Alta Italia venne municipalizzata, dando vita all'ATM, Azienda Tranvie Municipali. Nel 1922 si incorporò la STT-STB nell'ATM e si iniziò il processo di unificazione della rete. Occorsero un paio d'anni per riorganizzare la rete e i veicoli ex SBT e STT, le cui linee erano in precedenza contraddistinte da lettere e non numeri. Lo scoppio della Seconda guerra mondiale bloccò ogni sviluppo e i bombardamenti imposero limitazioni al servizio.

### Dal 1949 al 1982
Il 1949 fu l'anno di massima espansione della rete, che comprendeva ventitré linee. Il declino iniziò negli anni cinquanta, con la soppressione di sei linee nonostante il forte aumento di popolazione cittadina e la messa in servizio delle prime motrici articolate della serie 2700, lunghe oltre 18 metri.
Negli anni sessanta, con l'avvento della motorizzazione di massa, il servizio tranviario segnava il passo ed ulteriori sei linee vennero soppresse a seguito di una "riforma" attuata nel 1966; le tredici linee sopravvissute interessavano ancora quasi tutti i quartieri cittadini ed erano strutturate in quell'anno sulle seguenti relazioni:

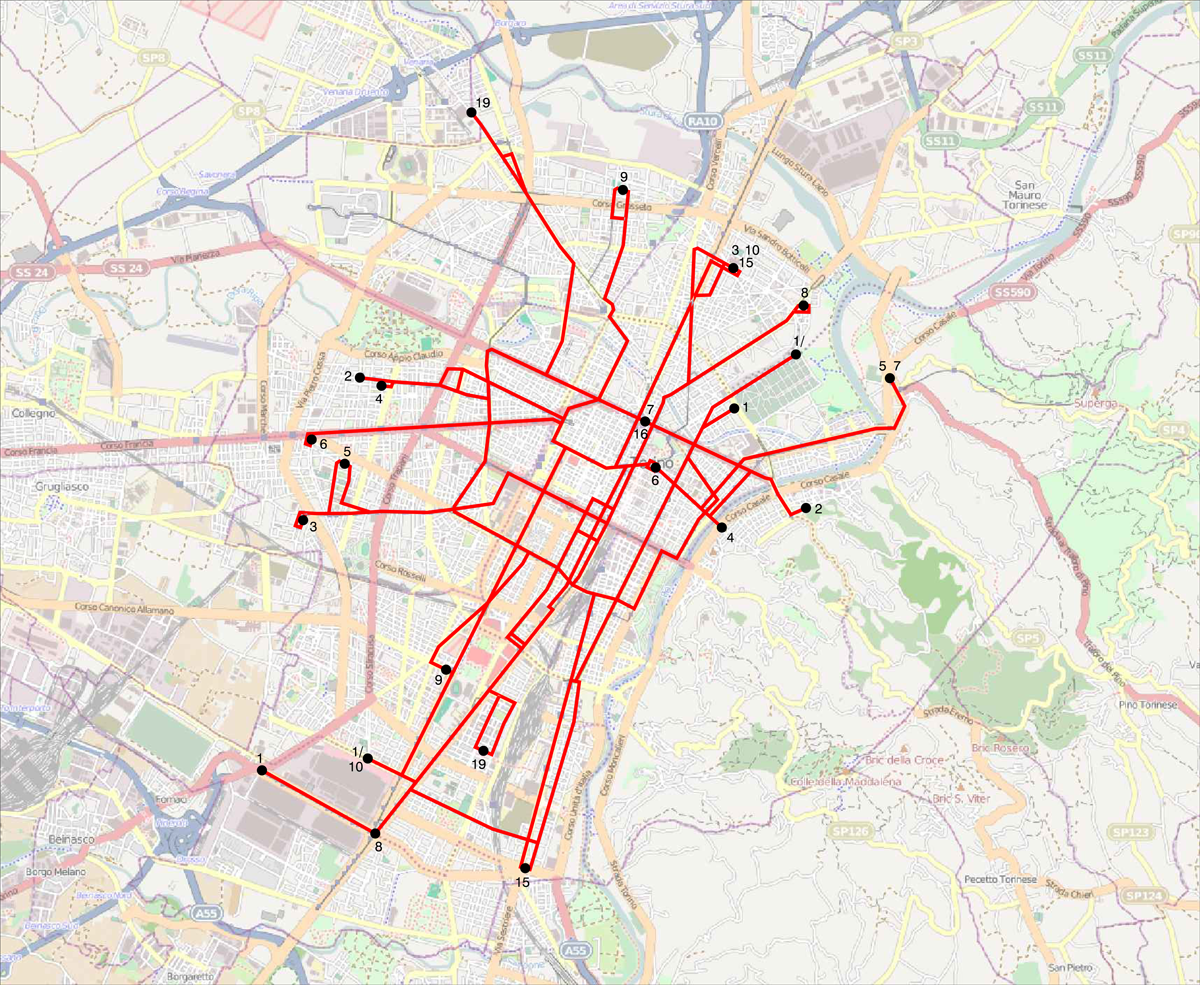
Mappa della rete fino al 1º maggio 1982

- 1 Via Catania - Corso Settembrini
- 1/ Corso Regio Parco - Corso Tazzoli
- 3 Borgata Monterosa - Via Brissogne
- 4 Via Salbertrand - Piazza Gran Madre
- 5 Piazza Robilant - Piazza Modena (Sassi)
- 6 Via Fidia - Via Assietta
- 8 Via Paroletti - Piazza Galimberti
- 8/ Via Monza - Piazza Caio Mario
- 9 Via Massari - Corso Sebastopoli
- 10 Via Lauro Rossi - Corso Tazzoli
- 14 Piazza Villari - Via San Quintino
- 15 Via Lauro Rossi - Corso Maroncelli
- 16 Piazza della Repubblica (circolare)
- 19 Via Amati (Venaria Reale) - Via Magellano
- 22 Piazza Campanella - Piazza Toselli (dal 1967 rinominata 2)

Negli anni settanta la rete tranviaria, per certi versi, tornò timidamente ad espandersi: la linea 5 fu prolungata da una parte a piazza Coriolano e dall'altra a via Fattori, le linee 3, 10 e 15 vennero prolungate a largo Gottardo, la linea 19 raggiunse piazza Galimberti. Nacque anche una nuova linea 7 da piazza della Repubblica a Sassi. D'altro canto la linea 6 venne limitata a piazza Castello a causa della pedonalizzazione di via Garibaldi, le linee 8 e 8 barrato furono unificate e la linea 14 soppressa e sostituita dall'autobus 72.

### Dalla riforma del 1982 al 1999

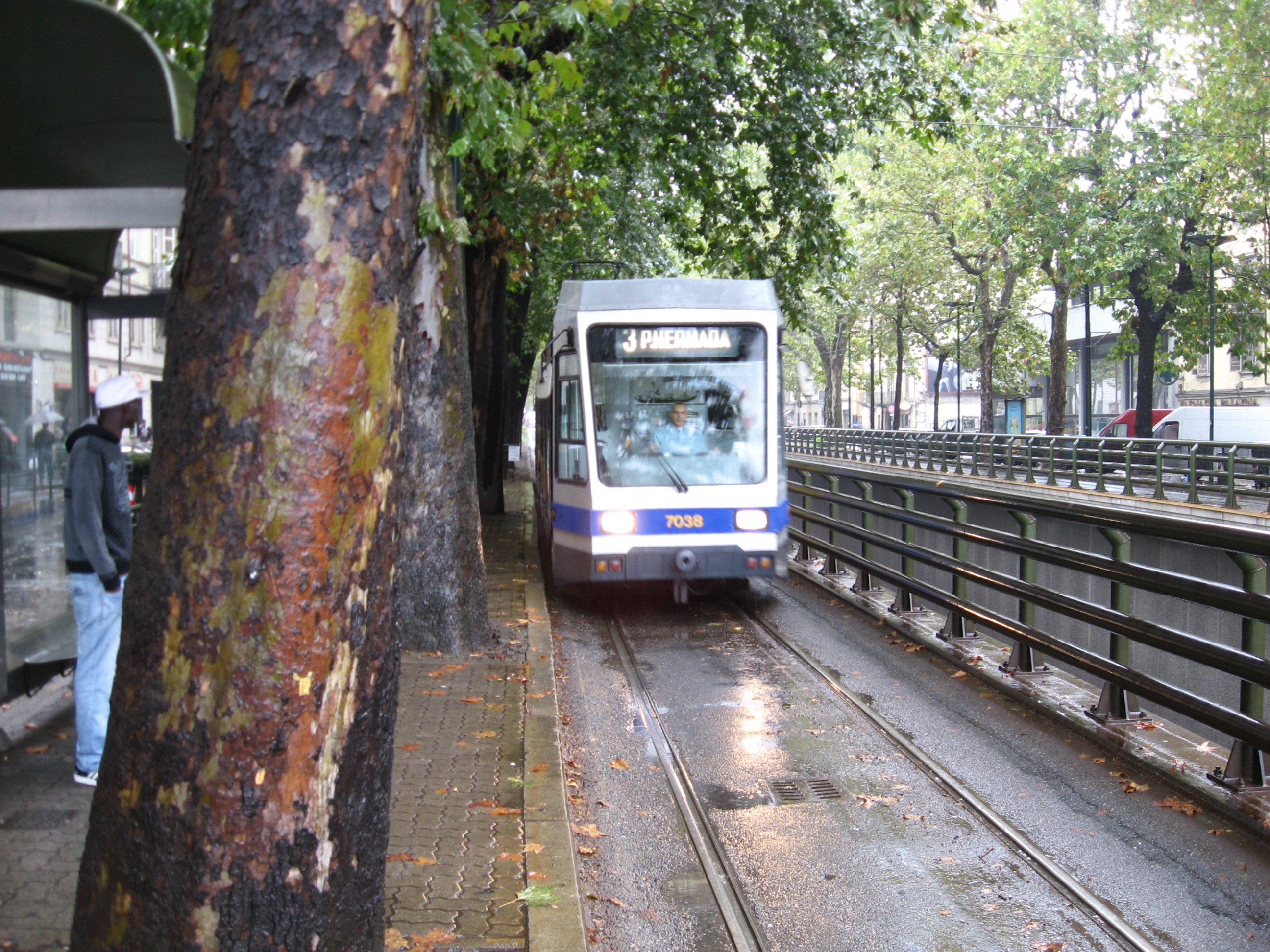
Uno dei tram serie 7000 realizzati per le previste linee di "metropolitana leggera"

Il 2 maggio 1982 fu attuata dal Comune di Torino una profonda riforma della rete tranviaria che mirava a sostituire l'originario impianto a struttura radiale con uno "a griglia" che consentisse altresì di eliminare le sovrapposizioni, allora ritenute antieconomiche. Ne nacque una rete completamente ridisegnata nella quale alcune linee preesistenti erano fuse in un'unica relazione, come nel caso della nuova linea 18 che ricalcava all'incirca il tracciato delle vecchie linee 1 e 8; contestualmente anche alcune linee automobilistiche furono modificate o soppresse.
Tale progetto prevedeva inoltre la costruzione di 5 linee di metrotranvia, da realizzarsi secondo quella che ai tempi veniva definita "metropolitana leggera", numerate da 1 a 5, che avrebbero dovuto rappresentare le linee di forza con lunghi tratti in sede riservata, supportate da linee tranviarie tradizionali (linee 10, 13, 14, 15, 16 circolare, 17 e 18). All'atto pratico fu costruita la sola linea 3, attivata parzialmente nel 1987 fino al provvisorio capolinea di corso Tortona/Corso Belgio, in attesa del completamento degli impianti sul fiume Po e fino a piazza Hermada, questi inaugurati solo nel 1989. Per l'impiego su tale infrastruttura furono realizzate dalla Fiat Ferroviaria di Savigliano le elettromotrici bidirezionali serie 7000, il cui acquisto iniziale previsto in 100 unità si ridusse a 51 per la mancata realizzazione delle altre linee di metropolitana leggera. Le altre linee di metropolitana leggera da realizzarsi ex novo, numerate 2 e 5, rimasero in esercizio come autolinee. 

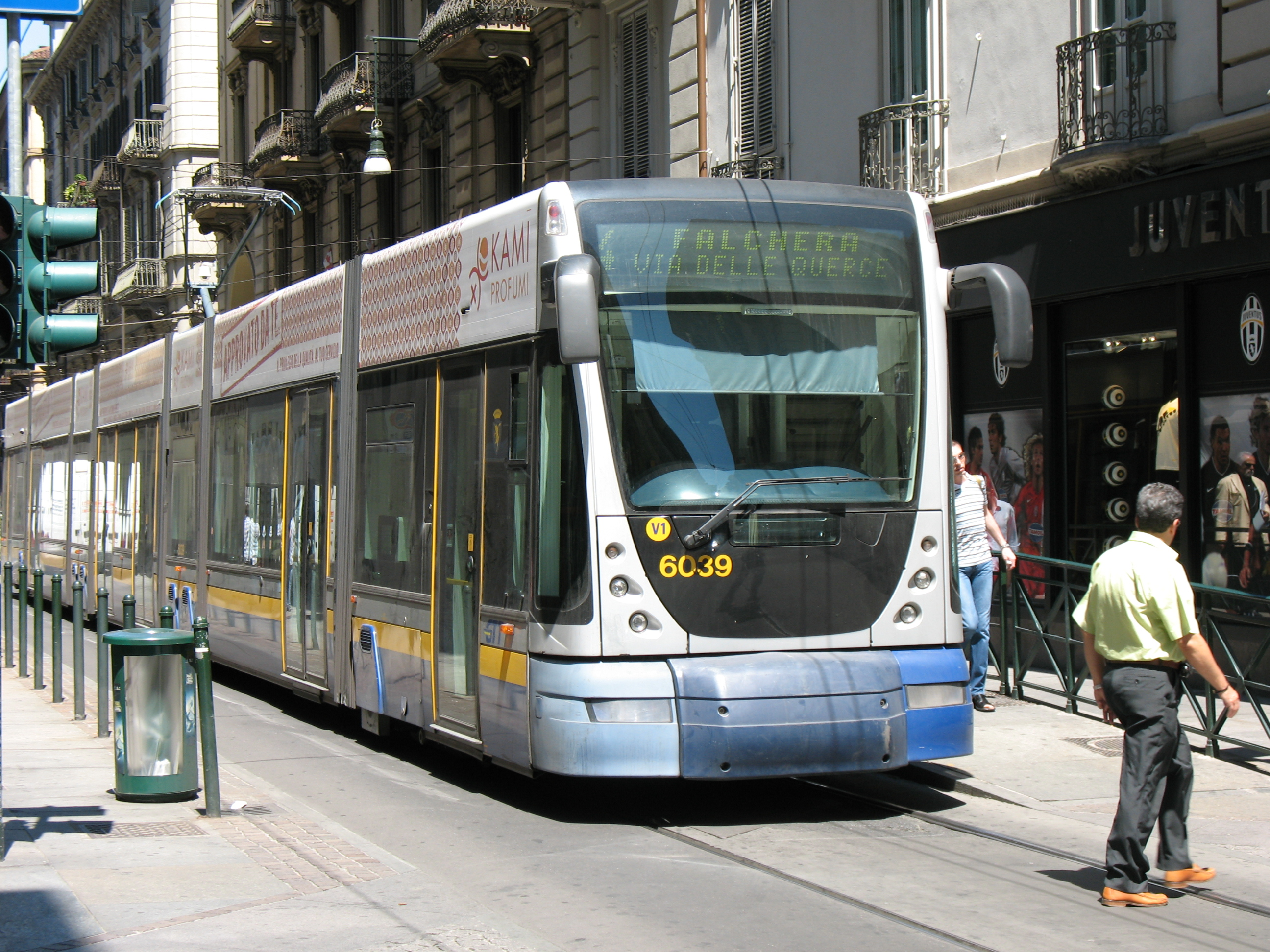
Tram serie 6000 sulla linea 4

Anche le linee tranviarie tradizionali 14 e 17 sono state gestite come autolinee sin dalla loro nascita, in quanto era necessaria la quasi completa costruzione degli impianti fissi. Nei mesi successivi alla riforma fu creata la linea 12 che andava a colmare, utilizzando impianti tranviari preesistenti, i vuoti lasciati dall'eliminazione delle soppresse linee 9 e 19. Nel 1998 anch'essa divenne automobilistica; nel 2002 la linea fu divisa in due linee distinte prolungate alle due estremità: la 11 (da corso Stati Uniti a Venaria Reale) e la 12 (dal centro della città a Mirafiori Nord).

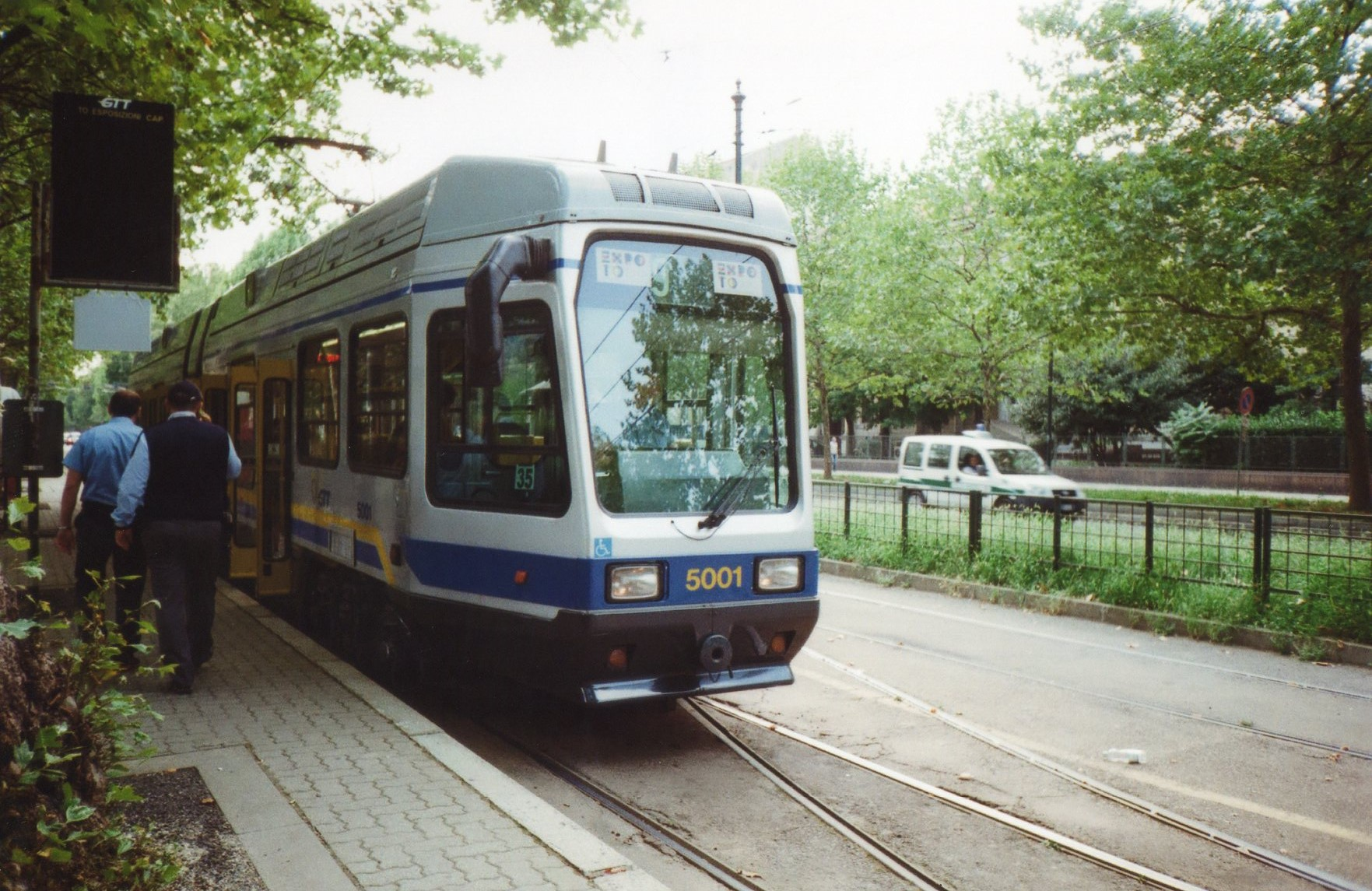
Tram serie 5000 sul 9 al capolinea di Corso Massimo D'Azeglio

Il 30 gennaio 1988 venne inaugurato il primo "Ristotram" torinese, realizzato utilizzando una motrice della serie 2700 opportunamente adeguata e curata nell'allestimento da Giorgetto Giugiaro. Dopo pochi anni il servizio venne soppresso a causa della crisi dell'ATM, per essere poi ripristinato a partire dal 2002 con il nuovo tram "Ristocolor", a partire dal 2011 affiancato da una seconda vettura denominata "Gustotram".
In occasione dei Mondiali di Calcio di Italia 1990 fu istituita la linea 9, utilizzando parte dei binari costruiti per la linea 3 e parte di impianti tranviari preesistenti, opportunamente adeguati per rendere la linea 9 una seconda linea di "metropolitana leggera". La linea 9 venne inizialmente gestita con le elettromotrici a pianale parzialmente ribassato serie 5000, acquistate in 54 unità, a completamento della commessa di acquisto delle motrici serie 7000; successivamente, fino al 2002, sulla linea 9 furono impiegate le motrici serie 7000, in modo da poter utilizzare le motrici serie 5000 sulle linee 4 e 10. La linea 9 divenne dunque il collegamento fra l'ex distretto fieristico di Torino Esposizioni con il quartiere di Barriera di Lanzo. In occasione delle partite di calcio la linea 9, attraverso un nuovo percorso tranviario protetto, comprensivo di un tunnel, giungeva, insieme alla linea 3 deviata, all'ex Stadio delle Alpi. Fra il 2002 e il 2007 la linea 9 è stata gestita con autobus, a causa della sovrapposizione con i cantieri della linea metropolitana.

### Anni recenti

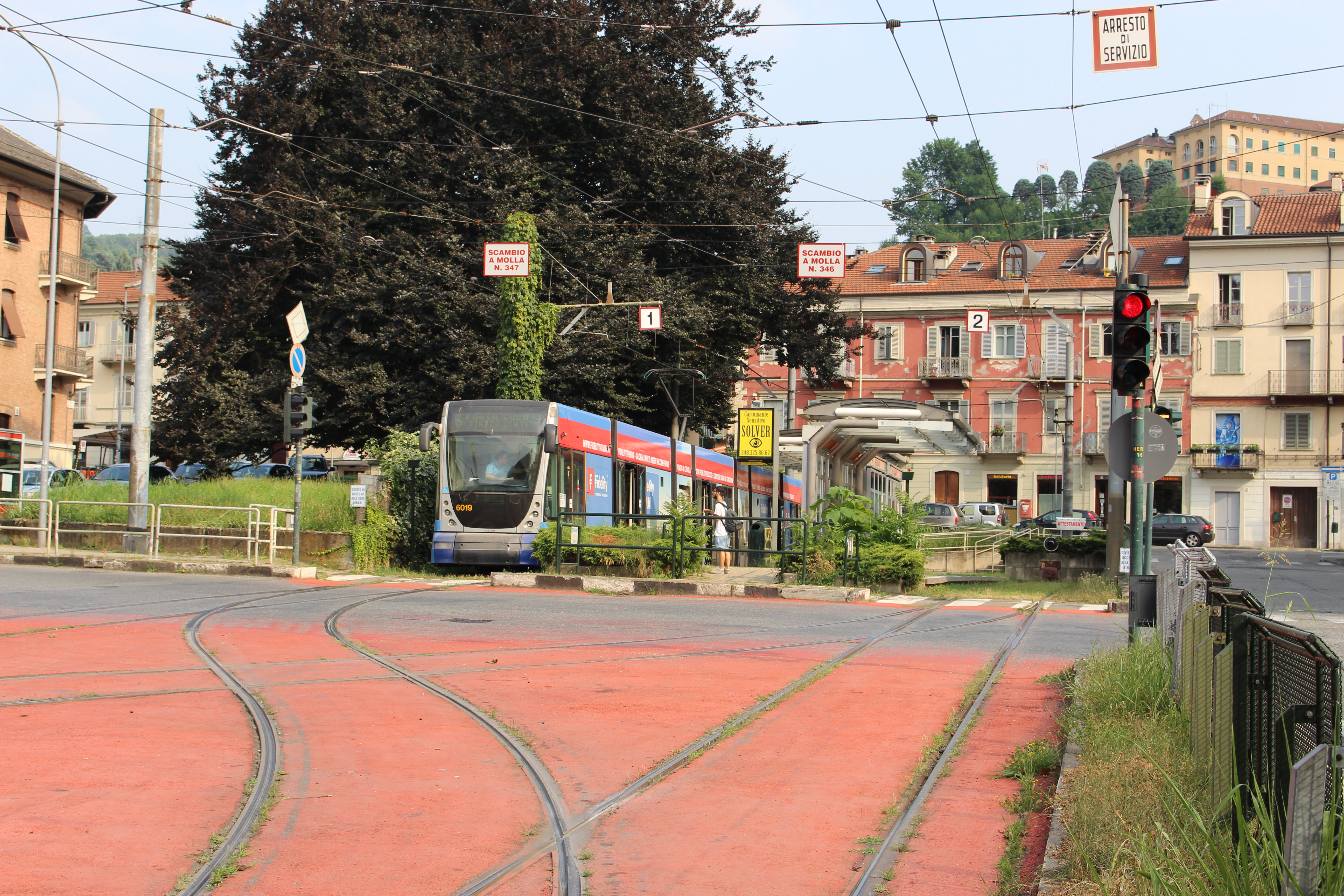
Tram serie 6000 sulla linea 6 (soppressa nel 2017) al capolinea di piazza Hermada.

Nei primi anni 2000 la linea 4 è stata oggetto di profonda trasformazione: oltre al rifacimento di tratti già esistenti, il percorso è stato allungato alle due estremità. La prima estensione è stata realizzata a sud da Piazza Caio Mario fino a Strada del Drosso. Successivamente è stata realizzata l'estensione a nord, attivata in un primo momento da Piazza Donatori di Sangue (Ospedale Giovanni Bosco) a Piazza Derna, poi fino a Strada Cascinette, per attestarsi nell'attuale configurazione fino al quartiere Falchera, che si raggiunge attraverso il tunnel tranviario realizzato ex novo e che permette il superamento della ferrovia e dell'autostrada Torino-Milano. La linea 4 è passata dagli originari 10 km agli attuali 18 km, molti dei quali in sede protetta.
Nel 2002, con l'avvio dei cantieri della metropolitana, la linea 1 tranviaria è stata gestita provvisoriamente con autobus e il percorso è stato limitato di volta in volta in seguito all'apertura delle diverse tratte della metropolitana, fino ad essere sostituita dalla linea 1 di metropolitana. Dal 2007 i lavori hanno coinvolto anche via Nizza e la linea 18 è stata provvisoriamente esercitata con autobus: nel 2011 è stata limitata a piazzale Caio Mario, introducendo però il transito in entrambe le direzioni presso la stazione ferroviaria Lingotto e unificando il percorso feriale e festivo. Il percorso di corso Settembrini, lasciato scoperto dalla linea 18, è attualmente utilizzato dalla linea 10.
A causa dei lavori per il passante ferroviario, da agosto 2006 la linea 10 venne inizialmente limitata al Rondò della Forca nei giorni feriali; il tratto Porta Susa - Via Massari viene servito con la linea automobilistica 10 navetta (denominata 10N). L'attestamento nord è stato prima spostato al Rondò della Forca e poi in Piazza Statuto, dove attualmente viene effettuato inversione di marcia, mentre nell'ottobre 2011 la linea è stata prolungata a sud lungo corso Settembrini sul percorso lasciato scoperto dal 18. Il 20 ottobre 2019 la linea 10 venne resa anche festiva sul tratto Piazza Statuto - Piazzale Caio Mario, tale modifica venne però sospesa nel 2020 a causa della pandemia di COVID-19 e riattivata il 7 maggio 2023.
Per alcuni anni, a partire dal 2002, durante il periodo pre-natalizio e nelle "domeniche ecologiche", veniva gestita con motrici storiche la linea 13/, che ricalcava il percorso del 13 sulla tratta Piazza Statuto - Piazza Gran Madre. La linea è stata gestita anche per l'intera durata dei Giochi Olimpici di Torino 2006. La linea 13/ è stata attivata anche nel 2014 con un periodo in cui ha fatto capolinea al Rondò della Forca.
In concomitanza con i festeggiamenti per il 150º anniversario dell'Unità d'Italia nel 2011 fu istituita la linea 7, servita con vetture storiche (in anteprima esercitata anche nel 2007 in occasione del centenario del GTT, prima ATM), il cui percorso e i cui orari variarono nel tempo; da settembre 2012 la stessa è gestita al sabato e nei giorni festivi.
Il 4 dicembre 2013 la linea 13 tranviaria venne soppressa e gestita con autobus, prolungando inoltre il suo percorso da Piazza Campanella a Via Servais. Dal 9 dicembre 2013, a causa della dismissione delle motrici bidirezionali serie 7000, la linea 3 esercitata solo con motrici monodirezionali è stata quindi limitata al Piazzale Regina Margherita (Ospedale Gradenigo), effettuando l'inversione nell'anello formato dai corsi Tortona e Belgio, dove tuttora effettua capolinea. Per tornare a servire il quartiere Borgo Po - Val San Martino, nel 2015 fu inaugurata la nuova linea 6 tranviaria Piazza Statuto - Piazza Hermada esercitata con  motrici bidirezionali serie 6000, riutilizzando il percorso abbandonato della linea 3 oltre il Po. Da ottobre 2017 la linea 6 tram è stata soppressa, sostituita dalla nuova linea 6 bus, gestita con autobus elettrici su un percorso diverso dal tragitto originale. Questa scelta è stata fatta per intercettare un maggior flusso di utenti, ottimizzandone i costi. Da settembre 2020 la parte centrale dell'asse Ponte Regina Margherita - Corso Giuseppe Gabetti - Piazza Hermada fu occupata dal Precollinear Park, parco lineare di rigenerazione urbana, fino al settembre 2023 quando si è deciso di liberare le aree per consentire il ripristino dal 2025 della linea 3 tram fino a Piazza Hermada, utilizzando le  motrici bidirezionali serie 6000. 
A circa due anni dalla soppressione della gestione tranviaria della linea 13, nel dicembre 2015 venne annunciato il ritorno dei tram sulla linea. Nel mese di dicembre vennero avviati i lavori di ripristino della linea aerea in Via Nicola Fabrizi; contestualmente vennero effettuate prove di percorso per abilitare la linea alle motrici della serie 5000, in quanto il percorso non era mai stato testato per tali mezzi. Dal 7 gennaio 2016, viene attuata la gestione tranviaria della linea 13 (gestione mista con serie 2800 e 5000) da Piazza Gran Madre a Piazza Campanella. Il tratto da Via Servais a Piazza Campanella viene coperto dal nuovo percorso della linea 71 dall'11 giugno 2024.
Ad agosto 2016 sono iniziati i lavori di riqualificazione di Piazza Baldissera (presso la ex-Stazione di Torino Dora) che però non hanno portato al ripristino dei binari a servizio della linea 10. Dal 2 maggio 2018 la linea 10 tram ha arretrato di due fermate il suo capolinea nord, dal Rondò della Forca a Piazza Statuto.
Nell'ambito dei lavori per la demolizione del cavalcavia di corso Grosseto, nel 2018 è stata spostata la sede tranviaria per non interferire con i lavori. La modifica provvisoria, che ha interessato la linea 9 e le vetture di uscita e rientro dal deposito Venaria è terminata con la creazione di una rotonda tranviaria di connessione con l'impianto di via Stradella.
Il 12 luglio 2021 la linea 18 (quella nota dal 1982), già gestita con autobus, è stata soppressa e sostituita, in parte, con la nuova linea automobilistica 8. Una nuova linea 18, sempre gestita con bus, è stata istituita dal 1º dicembre 2023 per migliorare i collegamenti del quadrante nord-est con il centro della città.

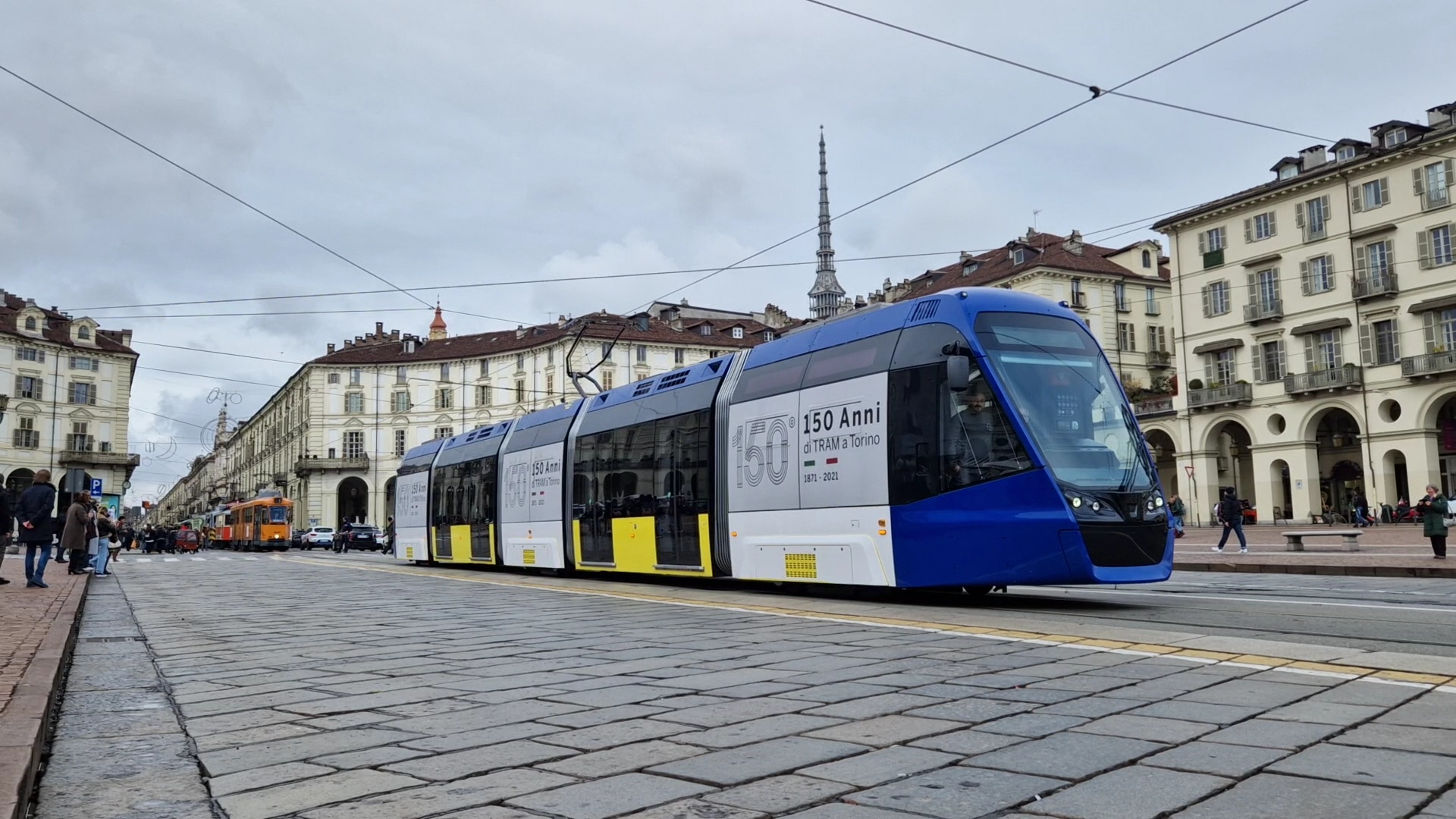
Il nuovo tram Hitachi durante la tram parade organizzata da ATTS nel dicembre 2022

## Linee attuali
La rete tranviaria di Torino si compone di nove linee, di cui una, la 16, è formata da due circolari (16 CS, 16 CD). Anche la linea 7 ha tracciato circolare, ma è gestita esclusivamente nei festivi e nei periodi di maggior affluenza turistica; inoltre tutte le motrici che svolgono servizio sulla linea sono d'epoca e molte di esse sono state recentemente restaurate. La linea 9/ è gestita solo in occasione di eventi sportivi allo Juventus Stadium.
A tali relazioni si aggiunge la tranvia Sassi-Superga, a cremagliera, formalmente separata rispetto alla rete urbana e catalogata come servizio turistico.
La rete si estende per 220 km di binari (di cui 100 km in sede protetta) con 470 km di cavi sotterranei, 696 scambi (di cui 195 a radiofrequenza) e 175 semafori che danno priorità al tram.
In Corso Unione Sovietica e corso Turati la linea 4 percorre il binario sinistro (unico caso in Italia) per poter aprire a destra le porte in corrispondenza della banchina alberata.
GTT, assieme all'Associazione Torinese Tram Storici, organizza ogni anno il "Torino Trolley Festival", dedicato ai tram d'epoca italiani, con corse speciali su porzioni significative della rete.

### Le linee ordinarie
- 3 Corso Tortona - Piazzale Vallette (9,35 km), in sede riservata.
- 4 Strada del Drosso - Via delle Querce (17,8 km), in sede riservata.
- 9 Piazza Stampalia - Corso Massimo D'Azeglio (9,4 km), prevalentemente su sede riservata.
- 10 Piazza Statuto - Corso Settembrini / Piazza Caio Mario (9,3 km), prevalentemente su sede riservata.
- 13 Piazza Campanella - Piazza Gran Madre (6,7 km)
- 15 Via Brissogne - Piazza Coriolano (11,5 km)
- 16CD Piazza Sabotino, circolare destra (12 km)
- 16CS Piazza Sabotino, circolare sinistra (12 km)

### Le linee speciali
- 7 Piazza Castello (circolare destra) (6,9 km), con vetture storiche nei festivi e durante le vacanze natalizie.
- 9/ Piazza Bernini - Allianz Stadium (5,5 km) (solo in occasione di eventi presso lo stadio).
- Cene in Movimento Piazza Carlo Emanuele II a/r, gestita con vetture storiche adibite a ristorante.

## Sviluppi futuri

### Linea 4
Il 14 dicembre 2022 viene annunciata durante una seduta della commissione consiliare la scelta di realizzare un capolinea ad anello a Falchera per la linea 4 in modo da permettere alle vetture monodirezionali di percorrere l'intera linea. Oggi solo le vetture bidirezionali possono accedere all'intera linea (le vetture monodirezionali vengono limitate in Piazza Derna, dove possono fare inversione di marcia). Questa scelta è subordinata dall'intenzione di spostare parzialmente il servizio delle vetture bidirezionali 6000 dalla linea 4 alla linea 3 in modo da servire nuovamente il capolinea tronco di Piazza Hermada, dopo che fu giudicato dai tecnici GTT non fattibile un nuovo capolinea ad anello in Piazza Toselli per la linea 3, nonostante l'ottenimento di un finanziamento dedicato per i lavori. L'inizio dei lavori è previsto per il 2025.

### Linea 10
È inoltre in attesa di finanziamento il progetto per ripristinare il transito tranviario in Piazza Baldissera per consentire il servizio della linea 10 tram sull'intero percorso fino in Via Massari (oggi servito dalla linea di bus 10N). La linea è troncata (prima al Rondò della Forca, poi in Piazza Statuto) dal 2006 per l'interramento del passante ferroviario. Oggi la spina ferroviaria è completa, ma si attendono decisioni sulla sistemazione di Piazza Baldissera. Nel marzo del 2023 la Giunta Comunale annuncia la decisione di convertire l'intersezione di Piazza Baldissera da una rotonda, ritenuta assolutamente non idonea allo smaltimento del traffico, in un incrocio semaforico. Nella proposta viene dichiarato che i binari della linea 10 verranno ripristinati nel 2026.

Il tracciato proposto per la futura linea 12

### Linea 12
Dopo la proposta del 2021,  nel 2022 viene annunciato il progetto formale per la costruzione di una nuova linea 12 di metrotranvia, che sostituirà la linea 11 bus e collegherà l’Allianz Stadium a nord alla zona sud (Corso Lepanto oppure piazza Carducci) con interscambio nei pressi di Porta Nuova col servizio ferroviario, l'alta velocità, la linea 1 della metro (e, in futuro, anche la linea 2) e il TPL. Grazie a questa linea verranno riutilizzati il tunnel ferroviario, dismesso con la creazione del nuovo tunnel di collegamento della Torino-Ceres, e la vecchia trincea ferroviaria che corre sotto Piazza Baldissera fino alla Stazione di Torino Porta Milano in Corso Giulio Cesare. Il progetto è in attesa di finanziamento.

### Linea 15
È in fase di studio il prolungamento della linea 15 dal capolinea di Via Brissogne, non idoneo alla circolazione dei nuovi tram, verso il nuovo polo universitario di Grugliasco. Sono in attesa le proposte per la richiesta di fondi dedicati alla progettazione del nuovo tratto.

## Cronologia

### Numerazione delle Linee
La rete a partire dal 1881 era in mano a due compagnie la SBT e la STT, dove assegnarono ogni linea a una lettera con un totale di 10 linee nel 1890. Con la Nascita della SAEAI a partire dal 1903 e la successiva elettrificazione della rete, si inizio a introdurre un numero a ciascuna linea.

#### Rete tranviaria urbana al 1 maggio 1925
In occasione della rete unificata.
- 1 Cavalcavia.
- 2 Ponte Isabella (corso Dante) - piazza Lanzo.
- 3 Ponte Trombetta (piazza Hermada) -  Borgo San Paolo (scuole Regina Elena).
- 4 Borgata Campidoglio - Valsalice.
- 5 Vanchiglietta (corso Belgio) - Borgo San Paolo.
- 6 Pozzo Strada - Porta Nuova.
- 7 Lingotto - piazza Porta Palazzo.
- 8  Ospedale Mauriziano (corso Carlo e Nello Rosselli) - Regio Parco.
- 9 Ospedale Militare - piazza Porta Palazzo.
- 10 Crocetta -  Monterosa (largo Giulio Cesare).
- 11 Viale Stupinigi - Porta Nuova.
- 12 Borgata Cenischia - Cimitero Monumentale.
- 13 Borgata Lucento - Porta Nuova.
- 14 Cavoretto (via Sabaudia) - piazza Castello.
- 15 via Cellini - Borgata Montebianco.
- 16 Linea dei Viali.
- 17 Casale - Ospedale Amedeo di Savoia.
- 18 piazza Nizza - Monterosa (largo Giulio Cesare).
- 19 Madonna di Campagna - Porta Nuova.
- 20 Villa della Regina - Porta Susa.
- 21 piazza Nizza - Madonna del Pilone (corso Cadore).

#### Rete tranviaria urbana al 1 maggio 1982
- 1 Via Catania - Corso Settembrini
- 1/ Corso Regio Parco - Corso Tazzoli
- 3 Borgata Monterosa - Via Brissogne
- 4 Via Salbertrand - Piazza Gran Madre
- 5 Piazza Robilant - Piazza Modena (Sassi)
- 6 Via Fidia - Via Assietta
- 8 Via Paroletti - Piazza Galimberti
- 8/ Via Monza - Piazza Caio Mario
- 9 Via Massari - Corso Sebastopoli
- 10 Via Lauro Rossi - Corso Tazzoli
- 14 Piazza Villari - Via San Quintino
- 15 Via Lauro Rossi - Corso Maroncelli
- 16 Piazza della Repubblica (circolare)
- 19 Via Amati (Venaria Reale) - Via Magellano
- 22 Piazza Campanella - Piazza Toselli (dal 1967 rinominata 2)

## Materiale rotabile

### Materiale in esercizio

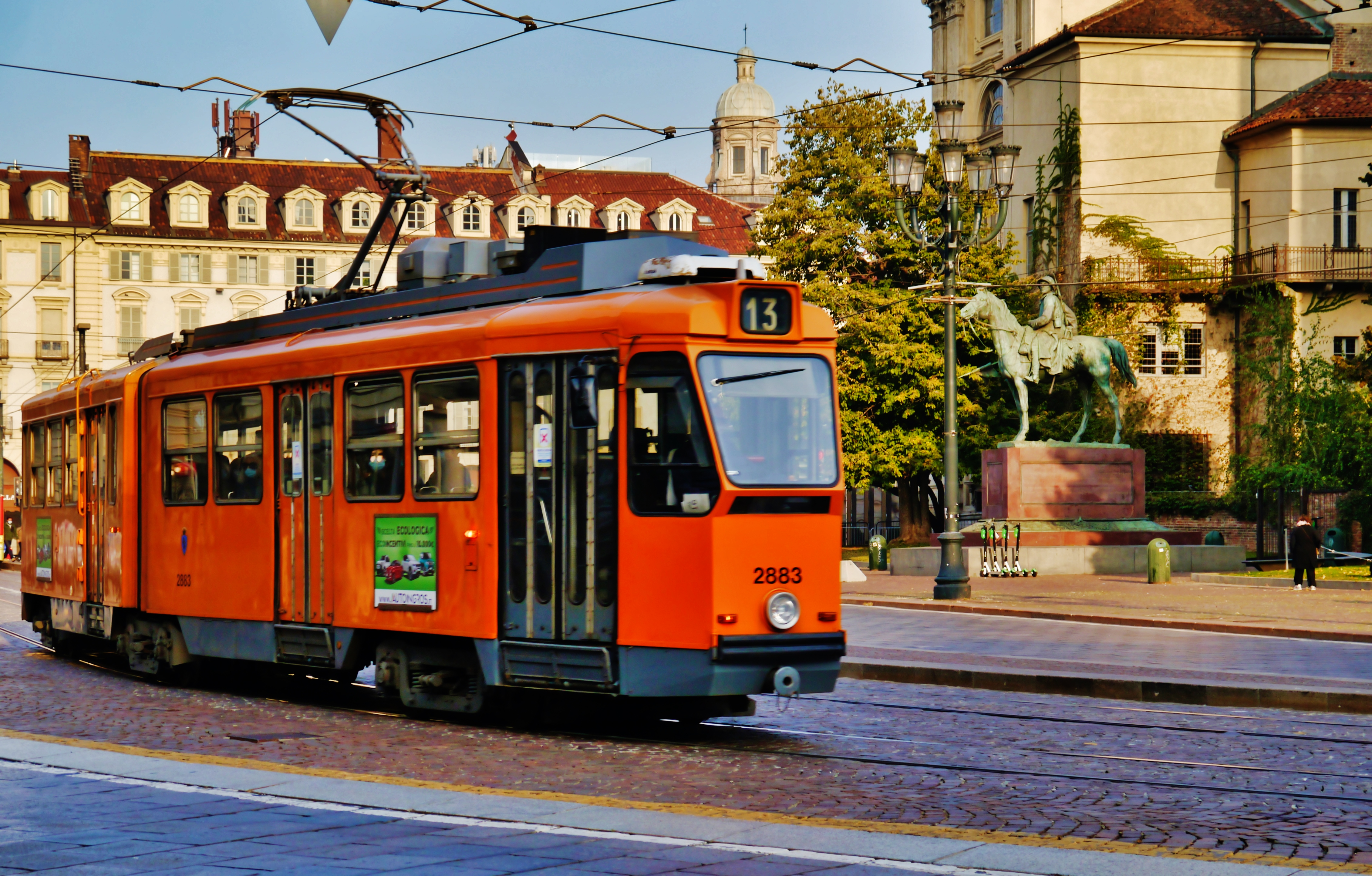
Tram serie 2800 in piazza Castello

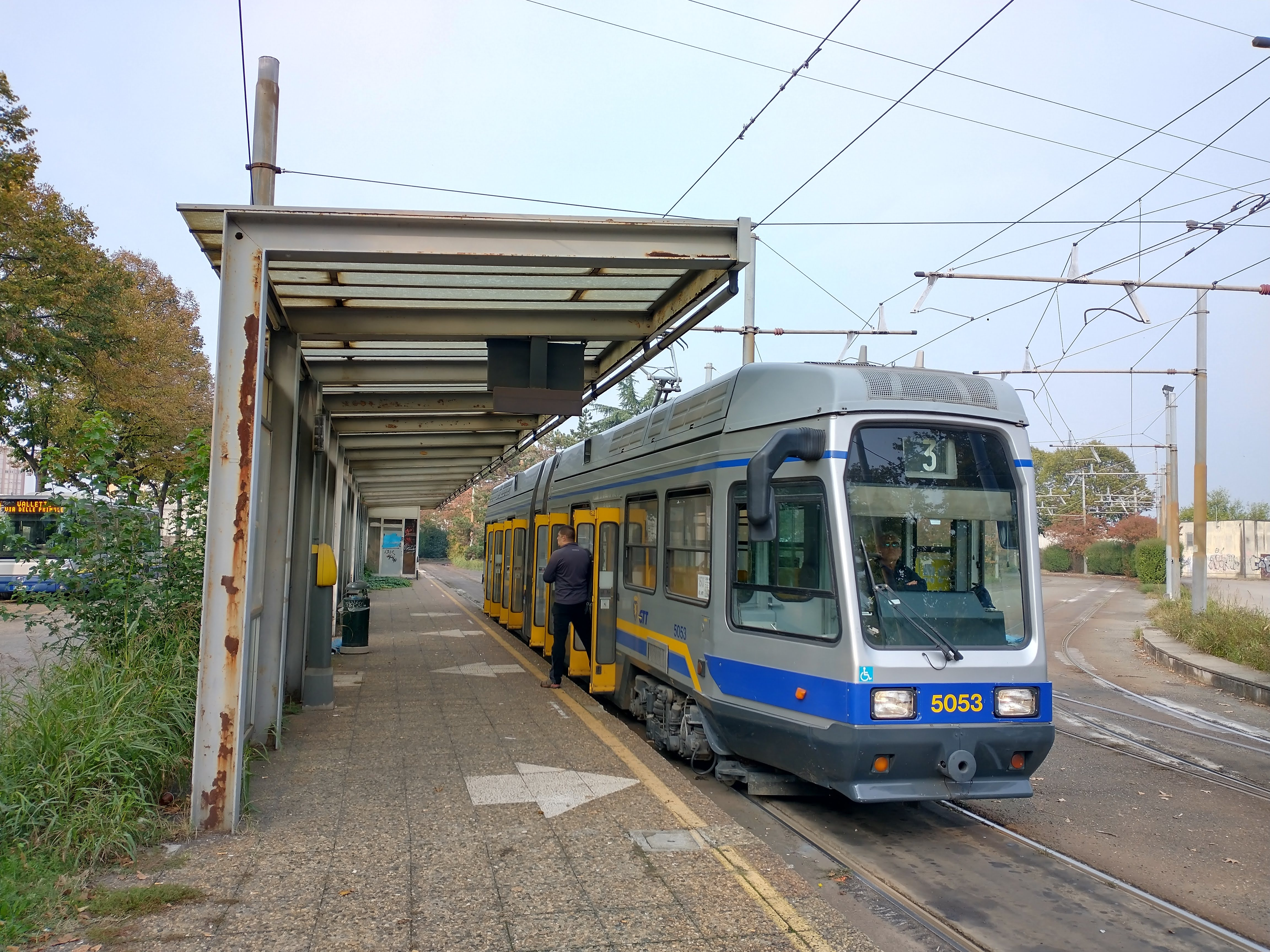
Tram serie 5000 (vettura 5053) al capolinea della linea 3 nel quartiere Vallette

Il parco tranviario torinese utilizza solo tram articolati. Alcuni sono il residuo dei gruppi di vetture realizzati fra gli anni sessanta e gli anni novanta, con le prime ottenute dalla ricostruzione di tram a cassa singola risalenti agli anni trenta. Fra il 1983 e il 2013 prestarono servizio le elettromotrici serie 7000, a suo tempo progettate per l'esercizio sulle cinque linee di "metropolitana leggera" previste dalla riforma del 1982, realizzate in minima parte con la linea 3 e man mano accantonate, infine demolite nel 2016.
L'11 settembre 2023 sono entrati in servizio commerciale anche i nuovi tram Hitachi Serie 8000, con le prime 3 unità immatricolate, sulla linea 9. Verranno progressivamente inseriti anche sul 3, sul 10 e nel corso del 2025, anche sulla linea 4.

#### Elettromotrici in esercizio regolare
| Unità             | Quantità (dicembre 2024)                   | Anno di costruzione | Costruttore                       | Note                                                                                              |
| ----------------- | ------------------------------------------ | ------------------- | --------------------------------- | ------------------------------------------------------------------------------------------------- |
| Serie 2800 - 2857 | 18                                         | 1958-1960           | Stanga, Officine Moncenisio, SEAC | Motrici a 2 casse e 3 carrelli ottenuti dall'unione di due tram serie 2100/2200 degli anni trenta |
| Serie 2858 - 2902 | 32                                         | 1982                | SEAC                              | Motrici a 2 casse e 3 carrelli ottenuti dall'unione di due tram serie 2500 degli anni trenta      |
| Serie 5000 - 5053 | 53                                         | 1989-1992           | Fiat Ferroviaria                  | Motrici parzialmente ribassate a 2 casse e 3 carrelli                                             |
| Serie 6000 - 6005 | 6                                          | 2001                | Fiat Ferroviaria, Alstom          | Motrici articolate modello "Cityway" monodirezionali a 7 casse                                    |
| Serie 6006 - 6054 | 49                                         | 2001-2003           | Fiat Ferroviaria, Alstom          | Motrici articolate modello "Cityway" bidirezionali a 7 casse                                      |
| Serie 8001 - 8070 | 36 in esercizio (ordinati in 70 esemplari) | 2022-               | Hitachi Rail STS                  | Motrici articolate da 28 metri a 5 casse e 3 carrelli, evoluzione del "Sirio" di AnsaldoBreda     |

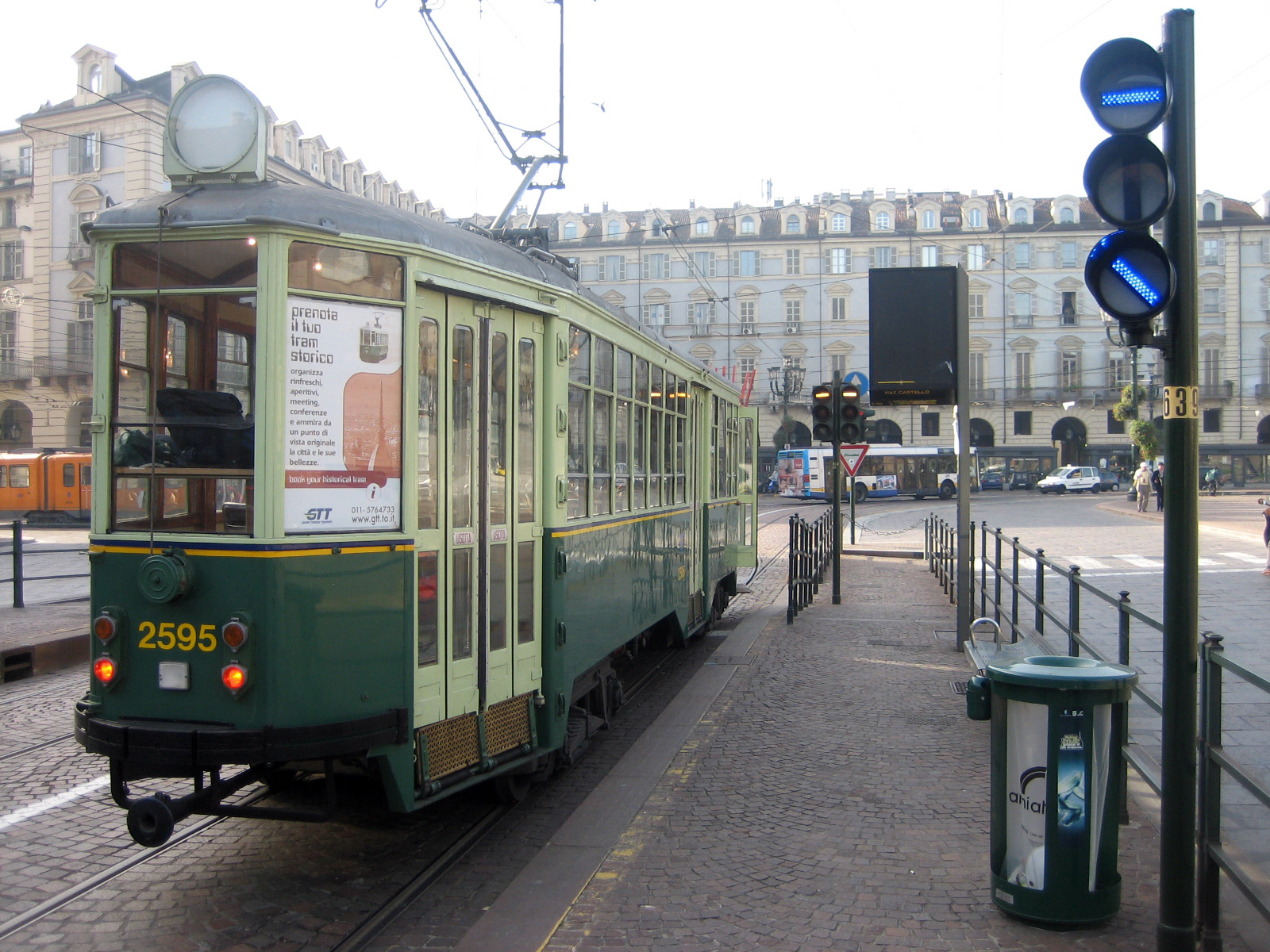
La vettura 2595, del 1930

Il parco torinese è completato da alcuni veicoli di servizio e da un nutrito numero di rotabili di interesse storico conservati da GTT in collaborazione con l'Associazione Torinese Tram Storici (ATTS). Alcune motrici circolano inoltre nella livrea storica in due toni di verde (unità 2807, 2815, 2848, 2852 e 2855) o sono state dotate di particolari allestimenti (motrice 2841 "Ristocolor", 2823 "Gustotram", 3179 "Tram Teatro").

### Materiale prossimo all'impiego
GTT ha ordinato a Hitachi Rail Italy 70 nuovi tram monodirezionali da 28 metri, i Serie 8000. Le previsioni indicavano l'immissione in servizio dei primi tram a dicembre 2022 sulle linee 3, 9 e 10 ma al 2023 risultano ancora in fase di test. Il primo tram, prodotto nello stabilimento di Napoli, è stato consegnato l'11 febbraio 2022. A luglio 2023, il tram numero 8004 risulta essere il primo immatricolato della serie e dunque il primo con l'autorizzazione alla messa in servizio.
L'11 settembre inizia il servizio commerciale dei nuovi tram con l'immissione su linea 9 dei primi 3 esemplari immatricolati, ovvero 8002, 8003 e 8004.

### Retrospettiva storica

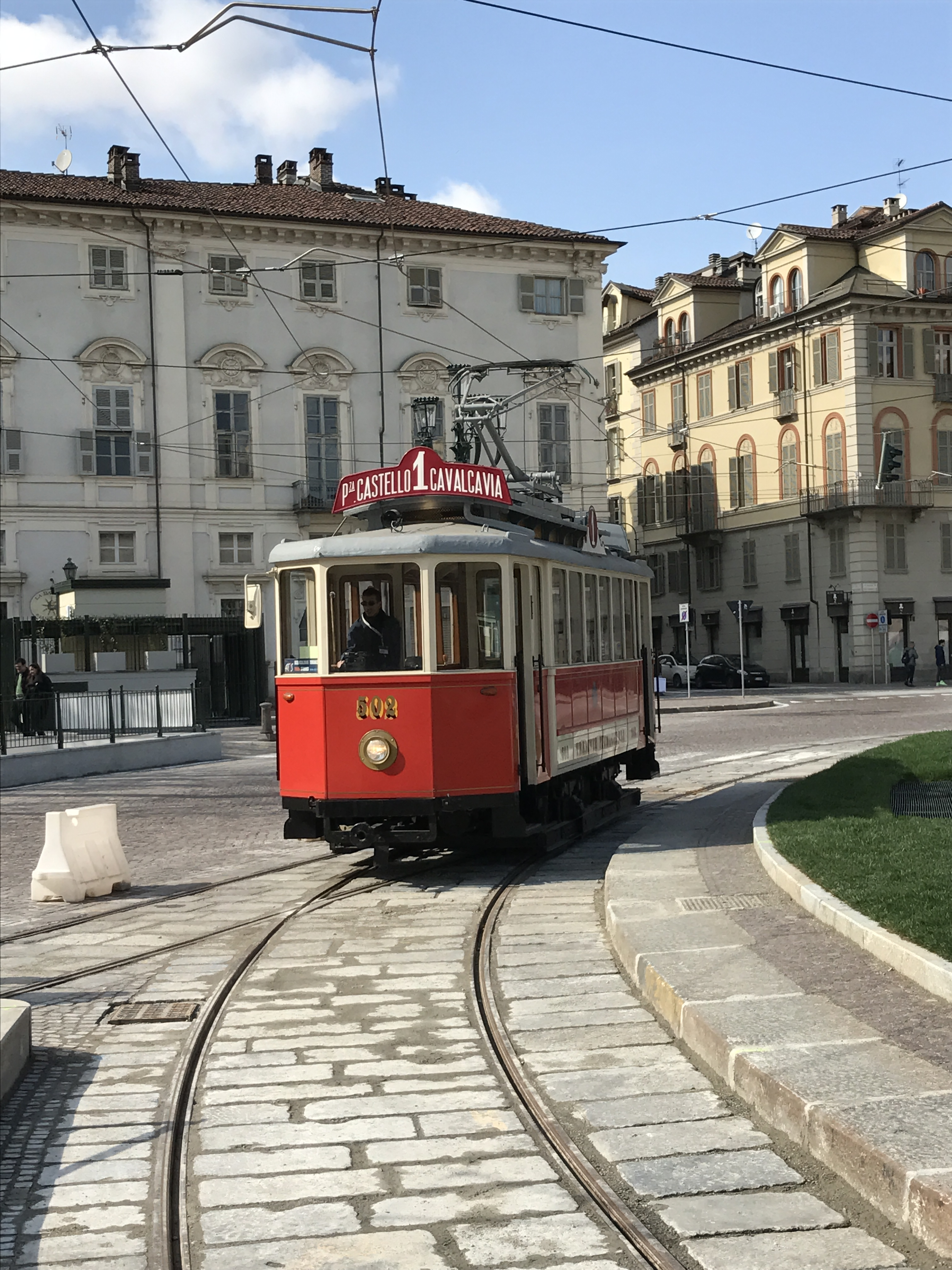
Il tram 502 in piazza Carlina durante una manifestazione

Molto eterogeneo risulta il parco tramviario del passato, realizzato prevalentemente da aziende piemontesi e soggetto a significative ricostruzioni, le più importanti delle quali si svolsero nel 1927, nel 1945 (in seguito ai danni di guerra) e nel 1977:
| Unità                           | Quantità | Costruzione | Costruttori                                     | Note |
| ------------------------------- | -------- | ----------- | ----------------------------------------------- | --- |
| 1-90                            | 90       | 1897-1902   | Savigliano, Diatto, Edison, MAN, Siemens        | Ex SAEAI, 39, 40, 440 50 cedute alla rete di Verona, 45, 45 cedute alla STEP, ricostruite nel 1927                                             |
| 71-80 (II)                      | 10       | 1900        |                                                 | Ricostruzione di altrettante rimorchiate |
| 81-100                          | 20       | 1908        | MAN                                             | In parte ricavate da rimorchiate, ricostruite nel 1927                                                                                         |
| 101-150                         | 50       | 1910-1912   | Diatto                                          | Unità 116 preservata |
| 176-200                         | 25       | 1912        | Savigliano                                      | |
| 201-230                         | 30       | 1912        | Savigliano, Bauchiero                           | Unità 209 preservata staticamente |
| 231-435                         | 205      | 1898        | Savigliano, Grondona, Miani e Silvestri, Diatto | |
| 436-500                         | 64       | 1911-1912   | Diatto, Nivelles                                | |
| 501-506                         | 6        | 1923-1924   | Ansaldo                                         | Unità 502 preservata |
| 520-579                         | 78       | 1925-1926   | Fiat, Moncenisio, Diatto                        | Le motrici non ricostruite monodirezionali furono rinominate 582-599                                                                           |
| 601-625                         | 25       | 1927        | ATM                                             | Unità 614 preservata, da restaurare |
| 626-685                         | 60       | 1936        | ATM                                             | Nel 1951-59 le meccaniche sono state usate per formare la serie 2700                                                                           |
| 701-720                         | 20       | 1925        | ATM                                             | Ricostruzione di altrettante rimorchiate ed elettromotrici serie 761-830; nel 1951-59 le meccaniche sono state usate per formare la serie 2700 |
| 1501-1505                       | 5        | 1928        | ATM                                             | In seguito rinumerate 2001-2005, poi gruppo 626-685                                                                                            |
| 2001-2002; 2021-2063            | 45       | 1928-1931   | ATM                                             | 2001-2002 rinumerate 2064-2065 |
| 2100-2106; 2111-2180; 2201-2240 | 117      | 1933-1934   | ATM                                             | Nel 1959 sono state utilizzate per formare la prima serie delle articolate 2800                                                                |
| 2500-2574                       | 75       | 1932        | Fiat                                            | Nel 1980 sono state utilizzate per formare la seconda serie delle articolate 2800                                                              |
| 2575-2599                       | 25       | 1933        | Fiat                                            | Unità 2592, 2595, 2598 restaurate. Unità 2593 in attesa di restauro                                                                            |
| 2700-2771                       | 72       | 1951-1959   | Savigliano                                      | Unità 2759 preservata |
| 3001-3006                       | 6        | 1942-1943   | ATM, Seac                                       | Ricostruite come 3225-3229 |
| 3100-3229                       | 130      | 1949-1958   | Seac                                            | Unità 3104 e 3203 restaurate, unità 3201 e 3216 in attesa di restauro, unità 3179 trasformata in 'tram teatro'                                 |
| 3250-3279                       | 30       | 1958        | Seac                                            | Costruite sfruttando i carrelli avanzati dall'accoppiamento dei tram serie 2100/2200 per ottenere le 2800. Unità 3279 preservata               |
| 3501                            | 1        | 1948        | ATM                                             | Preservata |
| 7000-7050                       | 51       | 1983-1987   | Fiat, Stanga                                    | Utilizzate sulle linee 3 e 9; tutte radiate e demolite dopo il 2013                                                                            |